# Municipio de Burlington (condado de Calhoun)
El municipio de Burlington (en inglés: Burlington Township) es un municipio ubicado en el condado de Calhoun en el estado estadounidense de Míchigan. En el año 2010 tenía una población de 1941 habitantes y una densidad poblacional de 20,74 personas por km².

## Geografía
El municipio de Burlington se encuentra ubicado en las coordenadas 42°6′48″N 85°7′7″O / 42.11333, -85.11861. Según la Oficina del Censo de los Estados Unidos, el municipio tiene una superficie total de 93.58 km², de la cual 92,47 km² corresponden a tierra firme y (1,18 %) 1,11 km² es agua.

## Demografía
Según el censo de 2010, había 1941 personas residiendo en el municipio de Burlington. La densidad de población era de 20,74 hab./km². De los 1941 habitantes, el municipio de Burlington estaba compuesto por el 97,42 % blancos, el 0,46 % eran afroamericanos, el 0,26 % eran amerindios, el 0,15 % eran asiáticos, el 0,31 % eran de otras razas y el 1,39 % eran de una mezcla de razas. Del total de la población el 1,03 % eran hispanos o latinos de cualquier raza.